# سوهودی
سوهودی (به مجاری:  Szuhogy) یک شهرداری در مجارستان است که در ناحیه ادلنی واقع شده‌است. سوهودی ۱۷ کیلومتر مربع مساحت و ۱٬۲۶۷ نفر جمعیت دارد.